# Andrenosoma tectamum
Andrenosoma tectamum là một loài ruồi trong họ Asilidae. Andrenosoma tectamum được Walker miêu tả năm 1849.